# 외베르토르네오시

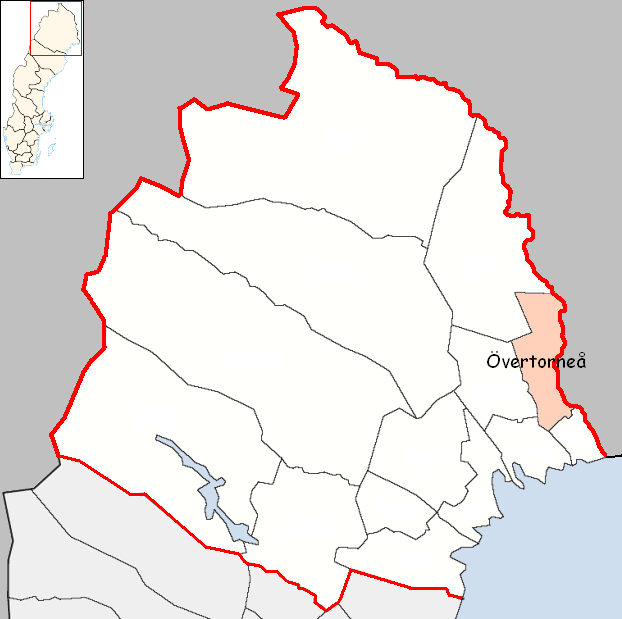
외베르토르네오 시의 위치

외베르토르네오시(스웨덴어: Övertorneå kommun)는 스웨덴 노르보텐주에 위치한 지방 자치체로 행정 중심지는 외베르토르네오이며 면적은 2,492.29km2, 인구는 4,534명(2016년 12월 31일 기준), 인구 밀도는 1.8명/km2이다.

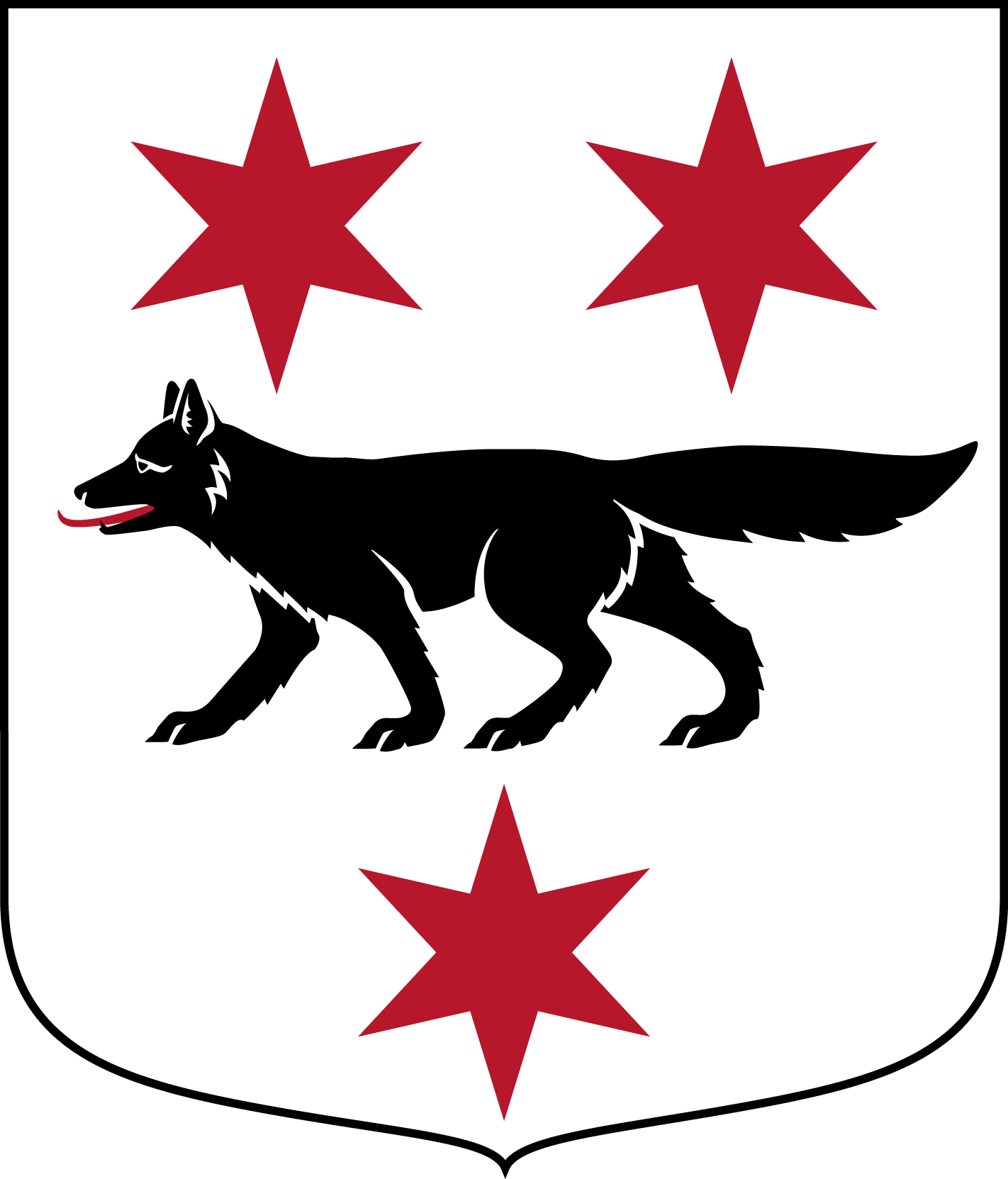
시 문장